# Bill Holland
Bill Holland (18 december 1907 - 19 mei 1984) was een Amerikaans Formule 1-coureur die de Indianapolis 500 van 1949 won. Hij nam deel aan de Indianapolis 500 van 1950 en 1953 waarin hij 6 punten en 1 podium scoorde.